# Шталаг 358

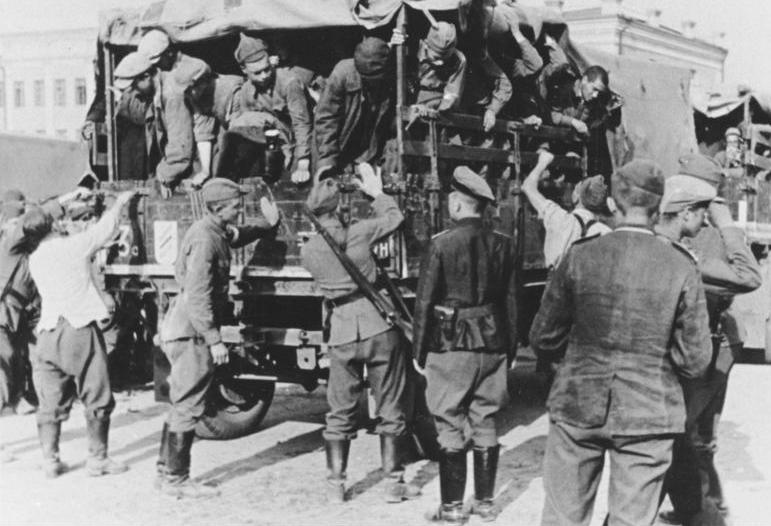
Житомирський табір, вивезення військовополонених (липень 1941)

«Шталаг 358» (нім. Stalag 358 Schitomir) — концентраційний табір німецького Вермахту для військовополонених періоду Другої світової війни на околиці міста Житомир.

## Історія
Зайнявши Житомир у 1941 році, німці брали дедалі більше військовополонених. Тож виникла необхідність створення єдиного місця їх утримання.
Табір розмістили на базі Богунських (колишніх Врангелівських) казарм. По всьому периметру в декілька рядів обнесений колючим дротом, по якому проходив струм. Чотири цегляні будівлі заселили 100 тисячами солдатів і командирів, отож більшість із них опинилась просто неба. Часом кількість людей сягала того, що не можливо було навіть лягти на землю. За три тижні в урочищі Петрівське з'явився крематорій.
Щодня полонені займалися тяжкими роботами. Зморених конвоїри застрелювали. Серед полонених була висока смертність також і через голод, так як на одну особу виділялося 100 грамів проса та пів літра води. Одночасно в таких умовах спалахнули епідемії шигельозу (тоді називали дизентерією) та епідемічного висипного тифу. Хворих розстрілювали кожного дня.
У січні 1942 року табір отримує назву Stalag 358.
Проіснував до жовтня—листопада 1943 року, коли місто Житомир було звільнено від німецьких загарбників. За цей час від голоду, тяжкої праці та розстрілів загинуло понад 110 тисяч. Звільнених бранців одразу ж відправили на фронт як «зрадників» Батьківщини.
До грудня 1942 року в сусідньому містечку Бердичів розміщувався Stalag 358 N.
У 1946 році казарми займає Офіцерська школа стрільби по повітряному флоту, яка у наступному році отримує назву Житомирське червонопрапорне зенітно-артилерійське училище (Зараз Житомирський військовий інститут ім. С. П. Корольова).

## Сучасність
Поблизу села Довжик, 8 км від міста Житомира (в напрямку села Іванівка) в урочищі Петрівське виявлено 13 братських могил. Майже всі тіла похованих були обгорілі. На жаль, частину території після війни зайняв завод. Поруч встановлено Пам'ятник партизанам і підпільникам (скульптор — В. Нечуйвітер, архітектор — П. М. Бірюк).
З іншого боку траси, по вулиці Корабельній — 28 братських могил та дві не зариті ями. Їх віднайшли наприкінці 90-х років завдяки ентузіастам Житомирського пошукового об'єднання «Пошук» під керівництвом П. П. Шмуневського. У 2005 році на цьому місті відкрито меморіал.
У 10 км від міста, ближче до села Іванівка — 6 братських могил. Тут 25 грудня 1968 року встановлено «Пам'ятник жертвам фашизму» (архітектор А. Ф. Грінченко).
Також віднайшли кладовище військовополонених (зараз на цьому військові бокси для техніки). Північніше, на місці спортивного майданчика та стадіону інституту — ще 28 братських могил.
На ділянці лісу (Житомир), поблизу готелю «Ялинка» ще — 2 братські могили. У 1994 році понад трасою, неподалік могил, урочисто встановлено Меморіал жертвам фашизму (скульптор — Й. С. Табачник, архітектор — П. М. Бірюк). Пам'ятник являє собою композицію з рожевого граніту, в центрі якої — бронзова скульптура.
На місцях масових розстрілів євреїв 1941 року, біля Богунського кар'єра, та на лівому березі річки Кам'янка (пров. Курганний), встановлено пам'ятні знаки.